# Tornaľa
Tornaľa (maďarsky Tornalja, v letech 1948–1992 Šafárikovo) je město na Slovensku ležící v Banskobystrickém kraji (okres Revúca), u maďarských hranic. Město se rozprostírá na levém břehu řeky Slané, cca 30 km východně od Rimavské Soboty, a cca 33 km jižně od Rožňavy. Má přibližně 8 000 obyvatel převážně (62 %) maďarské národnosti.

## Historie
Tornaľa patří k nejstarším sídlům Gemeru. Četné nálezy z doby bronzové a popelnicové pohřebiště. První písemná zmínka o městě pochází z roku 1291 pod názvem Tornália (Tornalya alias Kewy). V 15. století se ve městě konala župní shromáždění. V revolučních letech 1848 až 1849 zde probíhaly boje mezi Maďary a rakouskou císařskou armádou. Za druhé světové války patřilo město k Maďarsku. Osvobozeno bylo 19. prosince 1944 armádou 2. ukrajinského frontu, který zde sídlil přes šest týdnů. V období socialismu nastala rozsáhlá bytová výstavba a industrializace.
V letech 1948 až 1992 se město jmenovalo Šafárikovo.

### Části obce
Tornaľa má tři městské části: Behynce (maďarsky Beje), Králik a Starňa.

## Zajímavosti
- Raně gotický kostel ze 13. století v městské části Králik
- Gotický kostel z 15. století s dřevěným stropem
- Klasicistní budova z roku 1826, dnes využívaná jako městská knihovna
- Pamětní deska na budově, v níž sídlil 2. ukrajinský front v roce 1944

### Náměstí
- Hlavní náměstí (Pomník padlých sovětských vojáků, pomník padlých občanů ve druhé světové válce)
- náměstí SNP

### Minerální pramen
- Z vrtu HVS-1 se z hloubky 98,5–99,5 m  získává přírodní minerální voda Gemerka.

## Významní rodáci
- Saskia Burešová – česká rozhlasová a televizní moderátorka a hlasatelka.
- Barna Basilides – maďarský výtvarník a malíř

## Doprava

### Silnice
- Kolem města vede obchvat slovenské silnice I/16, známé také jako silnice E58 (Bratislava – Nitra – Zvolen – Lučenec - Rimavská Sobota – Tornaľa – Rožňava – Košice – Michalovce – Užhorod)

### Železnice
- Trať číslo 160 (Zvolen – Lučenec – Fiľakovo – Jesenské – Tornaľa – Rožňava – Košice)